# بیگانه: رومولوس
بیگانه: رومولوس (انگلیسی: Alien: Romulus) یک فیلم علمی تخیلی ترسناک محصول سال ۲۰۲۴ به کارگردانی فده آلوارز و نویسندگی آلوارز و رودو سایاگس است. این فیلم که توسط اسکات فری پروداکشنز و برندی‌واین پروداکشنز تولید شده است، بخشی از مجموعه بیگانه محسوب می‌شود و داستان آن میان رویدادهای بیگانه (۱۹۷۹) و بیگانه‌ها (۱۹۸۶) اتفاق می‌افتد. در این فیلم کیلی اسپینی، دیوید جانسون، آرچی رنو، ایزابلا مرسد، اسپایک فیرن و آیلین وو به ایفای نقش پرداخته‌اند. داستان آن گروهی از مستعمره‌نشینان فضایی جوان را دنبال می‌کند و در حالی که پسماندهای یک ایستگاه فضایی متروکه را جمع‌آوری می‌کنند، با موجودات متخاصمی روبه‌رو می‌شوند.
در مراسم سینماکان که در آوریل ۲۰۱۹ برگزار شد، فاکس قرن بیستم برنامه‌های خود برای تولید فیلم‌های آیندهٔ بیگانه را اعلام کرد. آلوارز در مارس ۲۰۲۲ به عنوان کارگردان انتخاب شد و اسپینی به عنوان بازیگر اصلی در اواخر همان سال به فیلم پیوست. فیلمبرداری از مارس تا ژوئیه ۲۰۲۳ انجام شد.
بیگانه: رومولوس نخستین نمایش جهانی خود را در ۱۲ اوت ۲۰۲۴ در لس آنجلس داشت و توسط استودیو قرن بیستم در ۱۶ اوت ۲۰۲۴ در ایالات متحده منتشر شد. این فیلم ۳۵۰٫۹ میلیون دلار در سراسر جهان فروش داشت و نقدهای مثبتی از سوی منتقدان دریافت کرد.

## داستان
در سال ۲۱۴۲، کاوشگری از شرکت ویلند-یوتانی پیله بزرگی را از لاشه ناو نوسترومو بازیابی کرد. ماه‌ها بعد، در مستعمره مخروبه جکسونز استار در سیاره همیشه تاریک LV-410، مستعمره‌نشینی یتیم به‌نام رِین کارادین متوجه می‌شود که ویلند-یوتانی به زور قرارداد کاری‌اش را تمدید کرده است. او که مصمم به فرار است، با برادر خوانده‌اش اندی (یک اندروید نادرست که توسط پدرش دوباره برنامه‌ریزی شده است)؛ دوست پسر سابقش تایلر؛ خواهر باردارش کی؛ پسر عموی آن‌ها بیورن؛ و ناوارو خواهر خوانده بیورن همکاری می‌کند. این گروه برای رسیدن به رنسانس، یک ایستگاه به ظاهر متروکه و غیروابسته به ویلند-یوتانی که به ماژول‌های رموس و رمولوس تقسیم می‌شود، هدایت‌کننده کوربلان چهارم را مصادره می‌کنند و قصد دارد تجهیزات انجماد عمیق بدن انسان را بدزدد تا از سفر چند ساله به Yvaga III (سیاره‌ای ظاهراً آرام و غیر وابسته به شرکت ویلند) جان سالم به در ببرد.
تایلر، بیورن و اندی سوار ایستگاه می‌شوند. اتاقک‌های استاز دست نخورده هستند، اما سوخت برودتی کافی برای سفر به ایواگا ندارند. تایلر، بیورن و اندی یک محفظه کریونیک بزرگ و بدون نیرو پیدا می‌کنند و سوخت آن را جمع‌آوری می‌کنند و به‌طور ناخواسته نمونه‌های یخ‌زده داخل آن را احیا می‌کنند و باعث قفل شدن خودکار می‌شوند. این سه مورد توسط فیس هاگرها مورد حمله قرار می‌گیرند و باران و ناوارو به نجات آنها می‌آیند. رِین برای اینکه به اندی اجازه دهد قفل را غیرفعال کند، یک تراشه از یک اندروید آسیب دیده در ایستگاه می‌گیرد و آن را در مغز اندی نصب می‌کند. تراشه به اندی امکان دسترسی کامل به ایستگاه را در حین تعمیر خرابی‌هایش می‌دهد، اما مأموریت او را مجدداً تنظیم می‌کند و باعث می‌شود او به Weyland Yutani خدمت کند.
یکی از موجودات خود را به صورت ناوارو می‌چسباند. رِین اندروید آسیب دیده را که معلوم شد افسر علمی ایستگاه، روک است، دوباره فعال می‌کند تا از آن کمک بخواهد. روک به گروه می‌گوید که پرسنل ایستگاه همگی توسط موجودات کشته شده‌اند، ناوارو کمکی نمی‌کند و تنها کاری که می‌توانند انجام دهند فرار است. در حالی که تایلر قادر است این موجود را از صورت ناوارو حذف کند، روک به گروه اطلاع می‌دهد که ممکن است یک «دانه» را کاشته باشد. اندی ناموفق تلاش می‌کند تا ناوارو را از بازگشت به کوربلان بازدارد، اما بیورن که قبلاً با اندی خصمانه به دلیل حادثه ای که در آن مادرش توسط اندروید قربانی شده بود تا گروهی از معدنچیان را نجات دهد، با ناوارو به خارج از کشور می‌گریزد و کوربلان اندی، تایلر و باران را ترک می‌کند. پشت سر به زودی ناوارو می‌میرد و در حالی که بیورن در حال تلاش برای کشتن بیگانه تقریباً بالغ است، توسط خون اسید کشته می‌شود. کوربلن با کی هنوز سرنشین است، به خلیج آشیانه رومولوس سقوط می‌کند. این آسیب، مدار ایستگاه را مختل می‌کند و کمتر از یک ساعت قبل از برخورد با حلقه‌های سیاره ای جکسون باقی می‌ماند.
در داخل ایستگاه، راین، اندی و تایلر به سمت خلیج آشیانه می‌روند و در راه با موجودات بیشتری روبرو می‌شوند. کی از کوربلان فرار می‌کند و سعی می‌کند بقیه گروه را پیدا کند. زنومورف از کوربلان، کی را دنبال می‌کند و سعی می‌کند دیگران را در کمین کند، اما علی‌رغم التماس تایلر، اندی از باز کردن قفل در اتاقی که در آن به دام افتاده است خودداری می‌کند. در حالی که دیگران تماشا می‌کنند، کی توسط زنومورف مورد حمله قرار می‌گیرد و به اعماق ایستگاه کشیده می‌شود.
اندی با پیروی از دستورها مأموریت جدید خود، نمونه‌هایی از مایع آزمایشی استخراج شده از زنومورف‌ها را پیدا می‌کند که Rook به آن «سویه پرومتئوس» می‌گویند. روک به آنها اطلاع می‌دهد که ترکیبی که نشان داده شده است در حال احیا و شفای یک موش مرده است، به انسان کمک می‌کند تا به «موجودات کامل» تکامل یابد و نمونه‌ها باید به کلنی بازگردانده شوند. روک که کامپیوترهای ایستگاه را کنترل می‌کند، اجازه نمی‌دهد کوربلان برود مگر اینکه نمونه‌ها در کشتی باشند. باران و تایلر اسلحه‌هایی را پیدا می‌کنند تا به کشتی برگردند و در حالی که راه خود را از طریق یک لانه طی می‌کنند، کی را در یک پیله پیدا می‌کنند و او را با خود می‌برند. تایلر کشته می‌شود اما کی پس از تزریق ترکیب آزمایشی از جراحاتش جان سالم به در می‌برد. اندی توسط یک زنومورف آسیب می‌بیند و رین موفق می‌شود تراشه اضافی را از مغز او حذف کند و او را به رفتار اصلی خود بازگرداند. سه بازمانده خود را به کوربلان می‌رسانند و رِین ارتباط روک را قطع می‌کند زیرا ایستگاه به حلقه‌ها برخورد می‌کند و از بین می‌رود.
در حالی که راین و اندی برای سفر به خانه آماده می‌شوند، کی ناگهان تخمی به دنیا می‌آورد که به یک جهش یافته به‌سرعت رشد می‌کند. جهش یافته کی را می‌کشد و به اندی به شدت آسیب می‌رساند. رِین موفق می‌شود غلاف محموله و جهش یافته را به یک سیارک پرتاب کند و درست قبل از اینکه کشتی به حلقه‌های جکسون برخورد کند، دوباره کنترل کشتی را به دست می‌گیرد. رِین، اندی را در یکی از اتاق‌های سکون قرار می‌دهد و قبل از اینکه خودش وارد استاس شود، در لابه‌جایی نهایی، منعکس می‌کند که نمی‌داند آیا آنها هرگز به ایواگا می‌رسند یا اگر این کار را انجام دهند، چه چیزی پیدا خواهند کرد، اما هنوز امیدوار است.

## بازیگران
- کیلی اسپینی در نقش رِین کارادین، یک واکاوگر بی‌سرپرست[۵]
- دیوید جانسون در نقش اندی، اندرویدی که توسط پدر راین به عنوان برادر جایگزین او برنامه‌ریزی مجدد شده است[۶]
- آرچی رنو در نقش تایلر، برادر کی و دوست پسر سابق راین[۶]
- ایزابلا مرسد در نقش کی، خواهر باردار تایلر[۵]
- اسپایک فیرن در نقش بیورن، تایلر و پسر عموی کی[۶]
- آیلین وو در نقش ناوارو، خلبان و دوست‌دختر بیورن[۶]

## تولید
تصویربرداری اصلی از ۹ مارس تا ۳ ژوئیه ۲۰۲۳ در بوداپست انجام شد.

## بازخورد

### گیشه
در ایالات متحده و کانادا، پیش‌بینی شد این فیلم ۲۸ تا ۴۰ میلیون دلار در آخر هفته افتتاحیه فروش داشته باشد و برخی تخمین‌ها از ۴۵ تا ۵۵ میلیون دلار رو به افزایش بود. فروش روز نخست این فیلم ۱۸٫۱ میلیون دلار بود که شامل ۶٫۵ میلیون دلار از پیش نمایش‌های پنجشنبه شب می‌شد. این فیلم با فروش ۴۲ میلیون دلاری آغاز به کار کرد و در صدر جدول گیشه قرار گرفت.

### واکنش انتقادی
بیگانه: رومولوس نقدهای مثبتی از سوی منتقدان دریافت کرد. در وبگاه جمع‌آوری نقد راتن تومیتوز، ٪۸۰ از ۳۸۳ بررسی منتقدان مثبت است، و میانگینِ امتیاز آن ۶٫۹/۱۰ است. اجماع این وبگاه چنین می‌نویسد: «رومولوس با ارج نهادن به پیشینیان کابوس‌وار خود در حالی که با ترس‌های جدید خود به‌شدت سینه‌شکن می‌شود، مقداری خون اسیدی تازه به یکی از فرنچایزهای ترسناک بزرگ سینما تزریق می‌کند.» این فیلم در متاکریتیک که از میانگین وزنی استفاده می‌کند، بر اساس نظر ۵۷ منتقدین امتیاز ۶۴ از ۱۰۰ را کسب کرده که نشان‌گر «نقدهای عموماً مطلوب» است. تماشاگران شرکت‌کننده در نظرسنجی سینماسکور به فیلم نمره میانگین «B+» از A+ تا F دادند. آن‌هایی که در نظرسنجی پست‌ترک مورد بررسی قرار گرفتند، ۸۲ درصد امتیاز مثبت به فیلم دادند و ۶۵ درصد گفتند که قطعاً آن را توصیه می‌کنند.